# 安东尼奥·帕帕诺
安东尼奥·帕帕诺爵士，CVO（義大利語：Sir Antonio Pappano，1959年12月30日—），英籍意裔指挥家。

## 生平
安东尼奥·帕帕诺出生于埃平，父母1958年从意大利卡斯泰尔夫兰科因米斯卡诺移民至英国，父亲曾当过歌唱老师。
帕帕诺13岁时随家人搬到美国康涅狄格州，在接受了钢琴、作曲和指挥等方面的训练之后，21岁时成为纽约城市歌剧院的一名排练伴奏。
帕帕诺受到指挥家丹尼尔·巴伦博伊姆的关注后，成为其拜罗伊特音乐节上的助手，后来到巴塞罗那和法兰克福等地工作。1987年，帕帕诺在挪威歌剧院首次登台指挥，1990年成为该歌剧院的音乐总监。
帕帕诺历任皇家铸币局剧院音乐总监（1992－2002年）、皇家歌剧院音乐总监（2002年－）、以色列爱乐乐团首席客座指挥、圣切契利亚音乐学院管弦乐团音乐总监（2005年－）。2012年，帕帕诺因在音乐界的贡献，获得爵士称号。